# Liste des interstates au Kentucky
Les Interstates au Kentucky font partie du réseau des autoroutes inter-États et sont entretenues par le Kentucky Transportation Cabinet (KYTC). L'État compte six autoroutes principales et six auxiliaires.

## Autoroutes principales
| Numéro | Longueur (mi) | Longueur (km) | Terminus sud / ouest                                   | Terminus nord / est                                                 | Créée | Notes |
| ------ | ------------- | ------------- | ------------------------------------------------------ | ------------------------------------------------------------------- | ----- | --- |
| I-24   | 94,00         | 151,00        | I-24 à la frontière de l'Illinois près de Paducah      | I-24 à la frontière du Tennessee à Oak Grove                        | 1977  | |
| I-64   | 191,00        | 307,00        | I-64 / US 150 à la frontière de l'Indiana à Louisville | I-64 à la frontière de la Virginie-Occidentale près de Catlettsburg | 1956  | |
| I-65   | 137,00        | 220,00        | I-65 à la frontière du Tennessee près de Franklin      | I-65 à la frontière de l'Indiana à Louisville                       | 1956  | |
| I-69   | 148,00        | 238,00        | I-69 / US 51 à la frontière du Tennessee à Fulton      | I-69 à la frontière de l'Indiana à Henderson                        | 2011  | Des segments de la Pennyrile Parkway et de la Western Kentucky Parkway de même que l'entièreté de la Purchase Parkway font partie du prolongement de l'I-69 |
| I-71   | 96,00         | 154,00        | I-64 / I-65 à Louisville                               | I-71 / I-75 à la frontière de l'Ohio à Covington                    | 1959  | |
| I-75   | 192,00        | 309,00        | I-75 à la frontière du Tennessee près de Williamsburg  | I-71 / I-75 à la frontière de l'Ohio à Covington                    | 1956  | |
|        |               |               |                                                        |                                                                     |       | |

## Autoroutes auxiliaires
| Numéro       | Longueur (mi) | Longueur (km) | Terminus sud / ouest                                       | Terminus nord / est                                  | Créée    | Notes                                                             |
| ------------ | ------------- | ------------- | ---------------------------------------------------------- | ---------------------------------------------------- | -------- | ----------------------------------------------------------------- |
| I-165        | 69,68         | 112,15        | I-65 à Bowling Green                                       | US 60 / US 231 à Owensboro                           | 2019     | A remplacé la William H. Natcher Parkway                          |
| I-169        | 49,00         | 79,00         | I-24 près de Hopkinsville                                  | I-69 près de Nortonville                             | 2017     | A remplacé la Pennyrile Parkway entre Nortonville et Hopkinsville |
| I-264        | 23,00         | 37,00         | I-64 près de Louisville                                    | I-71 près de Louisville                              | 1956     |                                                                   |
| I-265        | 25,00         | 40,00         | I-65 près de Louisville                                    | I-265 à la frontière de l'Indiana près de Louisville | 1977     |                                                                   |
| I-275        | 21,00         | 34,00         | I-275 à la frontière de l'Indiana près de Lawrenceburg, IN | I-275 à la frontière de l'Ohio à Fort Thomas         | 1962     | Forme une ceinture complète autour de Cincinnati                  |
| I-365        | 92,31         | 148,56        | I-65 près de Park City                                     | US 27 à Somerset                                     | proposée | Future désignation de la Cumberland Parkway                       |
| I-369        | 23,44         | 37,73         | I-69 à Henderson                                           | US 60 à Owensboro                                    | proposée | Future désignation de la Audubon Parkway                          |
| I-471        | 5,01          | 8,06          | I-275 à Highland Heights                                   | I-471 à la frontière de l'Ohio à Newport             | 1981     |                                                                   |
| I-569        | 38,45         | 61,87         | I-69 / I-169 près de Nortonville                           | I-165 près de Beaver Dam                             | proposée | Future désignation d'un segment de la Western Kentucky Parkway    |
| - Non-ouvert |               |               |                                                            |                                                      |          |                                                                   |